# قوزلو (آوج)
قوزلو، روستایی از توابع بخش مرکزی شهرستان آوج در استان قزوین ایران میباشد.
از آثار باستانی میتوان به تپه قوزلو در جنوب شرق این روستا اشاره کرد
شغل مردمان قوزلو کشاورزی و باغداری و دامداری است.

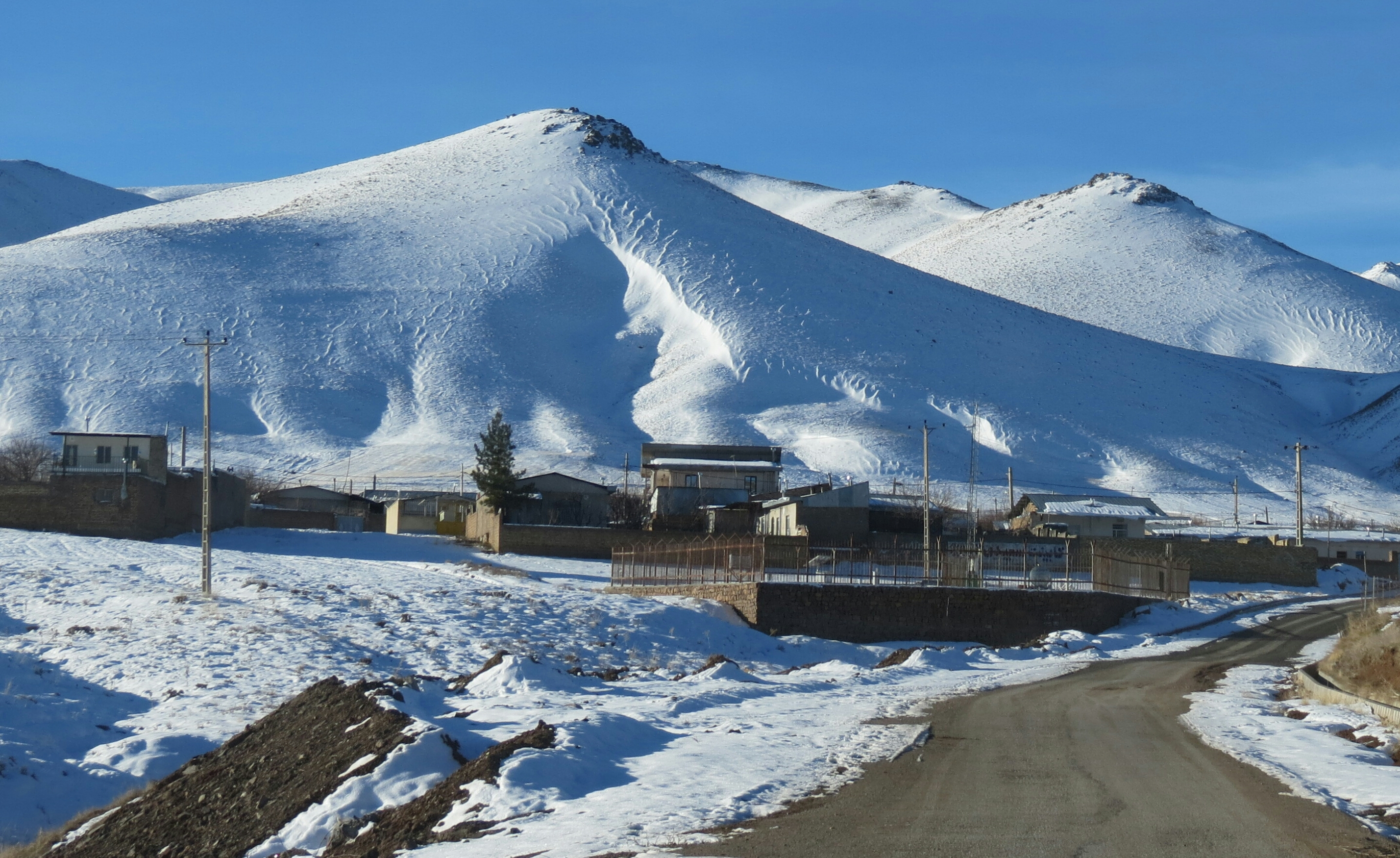

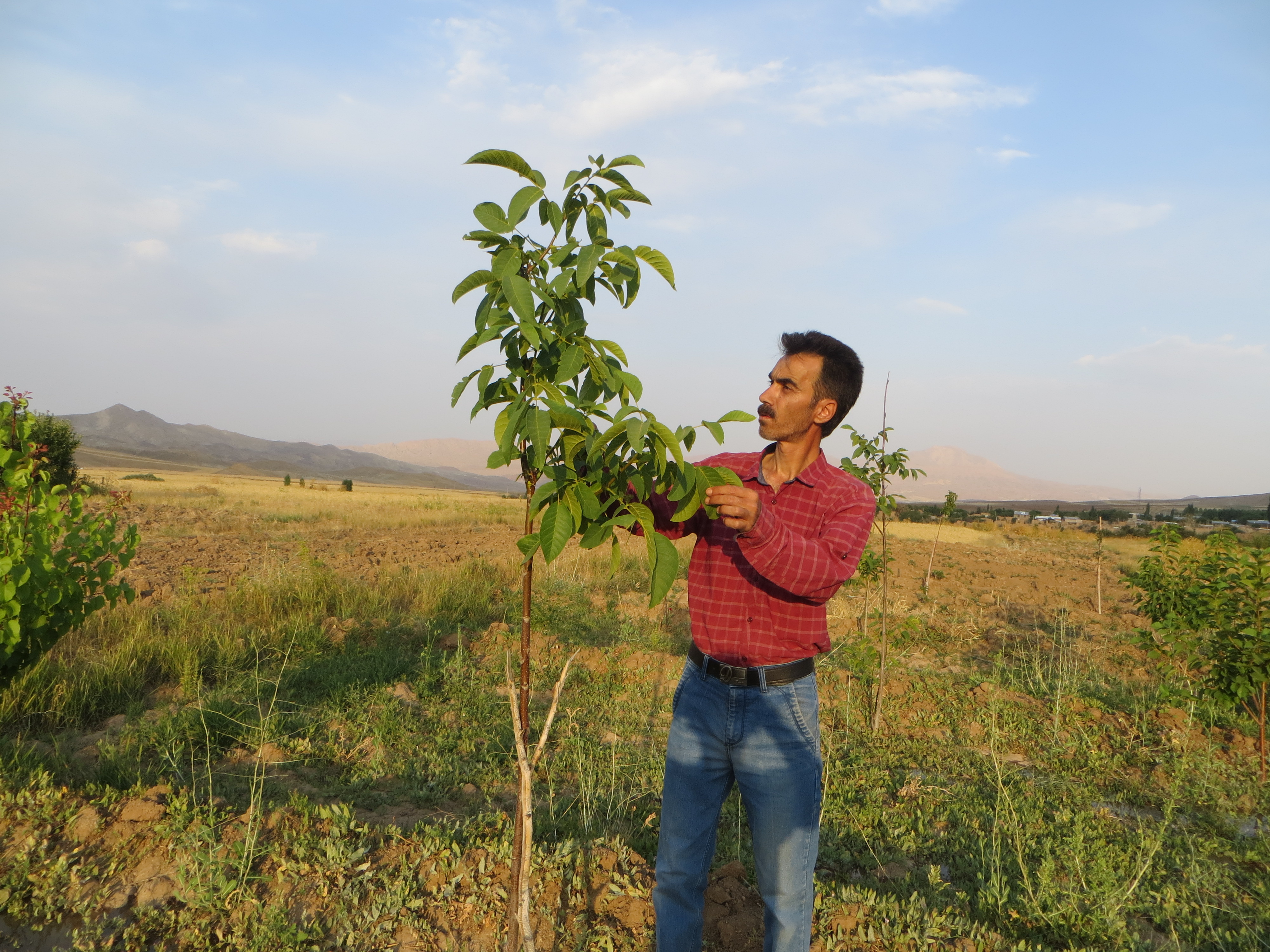

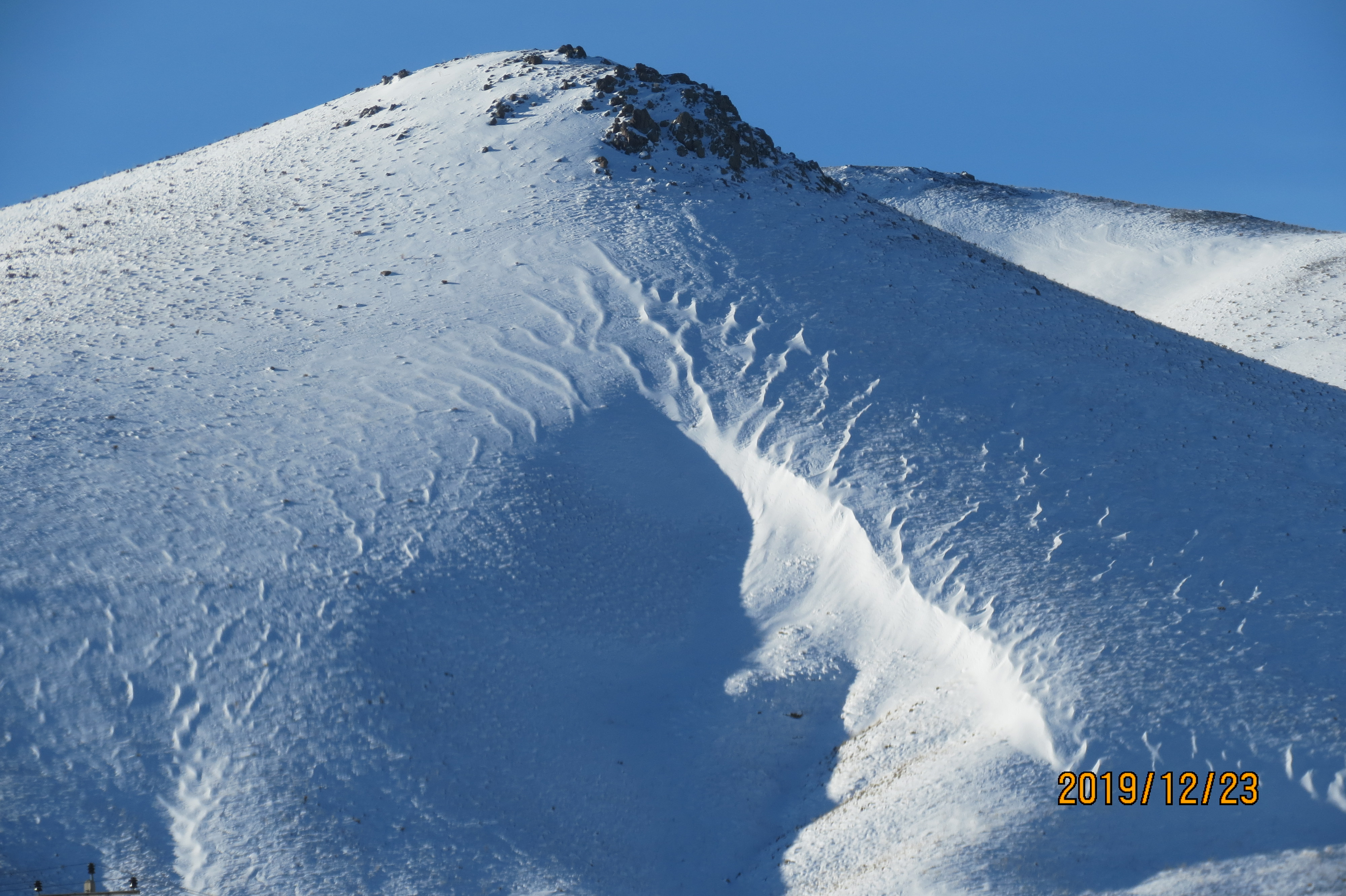

## جمعیت
این روستا در دهستان خرقان غربی منطقه قاراقان قرار دارد و براساس سرشماری مرکز آمار ایران در سال ۱۳۸۵، جمعیت آن ۳۹۴ نفر (۹۸خانوار) بوده‌است.زبان مردم این روستا ترکی است.